# سیگتهالم
شهر سیگتهالم(به مجاری: Szigethalom) در پِشت در کشور مجارستان واقع شده‌است. جمعیت این شهر ۱۵٫۴۸۱ نفر  است.